# Kloö naturreservat
Kloö är ett naturreservat i Femsjö socken i Hylte kommun i Småland (Hallands län).
Reservatet omfattar 10 hektar, är skyddat sedan 1988 och beläget 10 km öster om Torup. Kloö är en fastmarksö mitt ute i Kloömosse. På denna ö växer naturskog av tall, gran och björk. Här har funnits ett soldattorp och därmed ett visst bruk av marken förekommit. En husgrund och en fägata finns kvar att se.

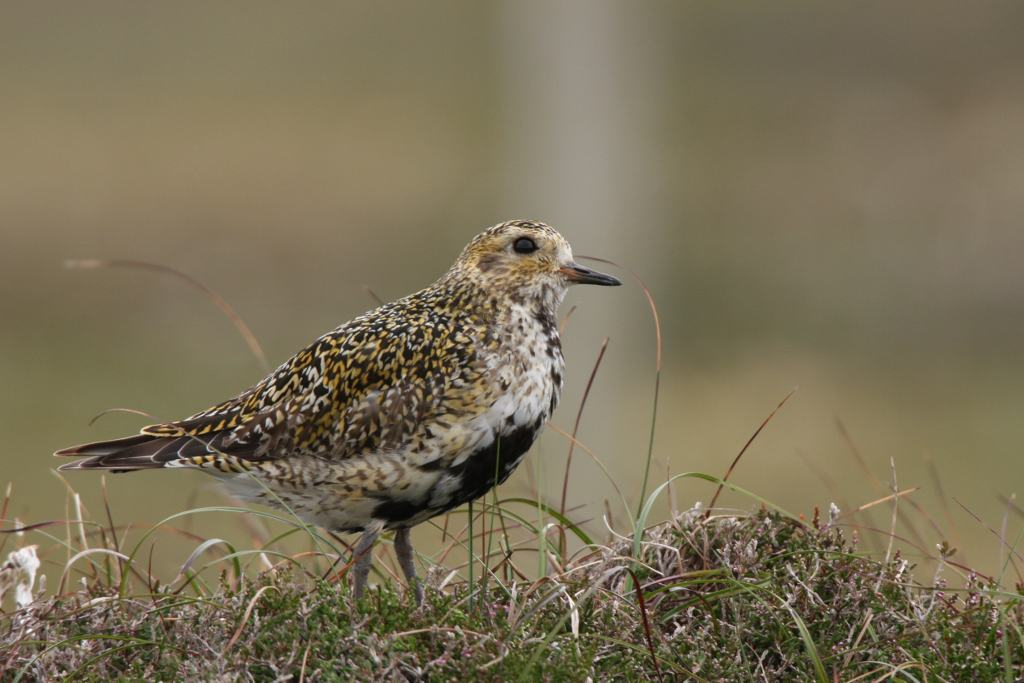
Ljungpipare

Kloömosse är ett 180 hektar stort myrområde som tillsammans med angränsande mossar bildar ett 400 hektar stort våtmarksområde. Här växer bl.a. myrlilja, ängsull, rosling, sileshår och flaskstarr. Inom området kan man även få se ljungpipare, tjäder och orre.